# Ranunculus araraticus
Ranunculus araraticus là một loài thực vật có hoa trong họ Mao lương. Loài này được Grossh. ex Kem.-Nath. miêu tả khoa học đầu tiên.